# Thorri Geir Rúnarsson
Þorri Geir Rúnarsson est un footballeur islandais né le 24 avril 1995. Il évolue au poste de milieu de terrain au sein du club de Stjarnan.

## En club
Thorri foule les terrains de première division pour la première fois en 2013, avec Stjarnan.
Il joue 17 matchs lors de la saison 2014, qui voit son club remporter l'Úrvalsdeild pour la première fois de son histoire, après un duel épique face au FH.

## En sélection
Bien que n'ayant jamais été sélectionné dans les catégories moins de 17 ans et moins de 19 ans, Thorri Geir est appelé pour disputer les barrages de qualification à l'Euro Espoirs 2015.
L'Islande s'incline face au Danemark après deux matchs nuls.

## Palmarès
- Stjarnan
  - Champion d'Islande en 2014